# Manuel Lohmann
Manuel Lohmann (* 13. Oktober 1988 in Preetz) ist ein deutscher Beachvolleyball- und Volleyballspieler.
Erst im Alter von 19 Jahren kam Lohmann als Quereinsteiger zum Volleyballsport. Innerhalb kürzester Zeit etablierte er sich beim Beachvolleyball mit seinem Mainzer Partner Jonas Schröder in den Top 16 der Deutschen Rangliste und qualifizierte sich bereits 2011 erstmals für die Deutsche Meisterschaft am Timmendorfer Strand, wo er bei seiner zweiten Teilnahme 2012 ebenfalls an der Seite von Schröder den fünften Platz belegte. Neben zahlreichen Turniersiegen auf Landesverbandsebene gewannen Lohmann/Schröder den Tourstop der Smart Beach Tour in Bonn am 10. August 2012.
Im Jahr 2013 bildete Lohmann ein Team mit U23-Europameister Stefan Köhler. Von 2014 bis 2015 spielte er an der Seite von Tim Wacker. 2016 war der 136-fache Hallennationalspieler Marcus Popp sein Partner. Bei der Deutschen Meisterschaft belegten Lohmann/Popp den fünften Platz. 2017 spielte Lohmann an der Seite des Hamburgers Valentin Begemann. 2018 hatte Lohmann auf der nationalen Techniker Beach Tour mehrere Partner, u. a. den Brasilianer Jefferson Santos Pereira, mit dem ihm der Finaleinzug in Düsseldorf gelang. Mit seinem früheren Partner Jonas Schröder erreichte Lohmann beim Techniker Beach Tourstopp 2019 in Nürnberg erneut das Endspiel.
Auf der Comdirect Beach Tour 2020 qualifizierte sich Lohmann Anfang August an der Seite von Alexander Krippes zum achten Mal für die Deutsche Beachvolleyball-Meisterschaft im September.
In der Halle war Lohmann von 2012 bis 2022 für die TGM Mainz-Gonsenheim in der 2. Bundesliga Süd als Mittelblocker aktiv. Seit 2019 war er Spielertrainer der Mannschaft. Seit 2022 spielt Lohmann in der Regionalliga Südwest bei den SG Westerwald Volleys.